# Saint-Hippolyte (Cantal)
Saint-Hippolyte é uma comuna francesa na região administrativa de Auvérnia-Ródano-Alpes, no departamento de Cantal. Estende-se por uma área de 13,92 km². Em 2010 a comuna tinha 113 habitantes (densidade: 8,1 hab./km²).